# K. Sello Duiker
Kabelo Duiker, plus connu sous le nom de K. « Sello » Duiker, né le 13 avril 1974 à Orlando (Soweto) et mort le 19 janvier 2005, est un romancier sud-africain de langue anglaise.
Kabelo Duiker est né à Soweto dans un township noir mais ses parents qui sont allés à l'université réussissent à lui faire intégrer une école primaire prestigieuse en dehors du township. Il part ensuite étudier en Angleterre pendant 2 ans avant de revenir en Afrique du Sud pour ses études universitaires.
Son premier roman Thirteen Cents parait en 2000 et reçoit le prix du meilleur premier livre pour un écrivain du Commonwealth (Commonwealth Writers prize) pour la zone Afrique en 2001.
En 2002, Duiker fait paraître son deuxième roman The Quiet Violence of Dreams qui reçoit le prix Herman Charles Bosman en 2002.
Duiker se pend en janvier 2005.

## Œuvres
- Thirteen Cents, roman, 2000.
- The Quiet Violence Of Dreams, roman, 2001. Traduit en français sous le titre La sourde violence de rêves aux éditions Vents d'ailleurs, réédité aux éditions Zoé, 2023  (ISBN 978-2-88907-286-6).
- When You Least Expect It, nouvelle, 2002.
- The Hidden Star, roman, 2006.